# Centrale hydroélectrique de Kuusankoski

La centrale hydroélectrique de Kuusankoski (finnois : Kuusankosken voimalaitos) est une centrale hydroélectrique située dans le quartier Kuusankoski à Kouvola en Finlande,.

## Caractéristiques
La centrale électrique de Kuusankoski est la deuxième centrale hydroélectrique la plus puissante du fleuve Kymijoki.
Propriété d'UPM , elle a été construite à la fin des années 1950 et révisée dans les années 1990.
En janvier 2019, UPM a annoncé qu'elle lançait le projet de rénovation et de modernisation de la centrale hydroélectrique. 
Les trois turbines seront renouvelées et les générateurs seront modernisés. L' efficacité de la centrale électrique s'améliorera d'environ six points de pourcentage à 94 %, et la puissance de la turbine augmentera de 19 % à environ 37 mégawatts. On estime que la production moyenne d'électricité passe de 180 gigawattheures par an à environ 195 gigawattheures. Le projet devrait être achevé en 2022.